# 武器軟膏

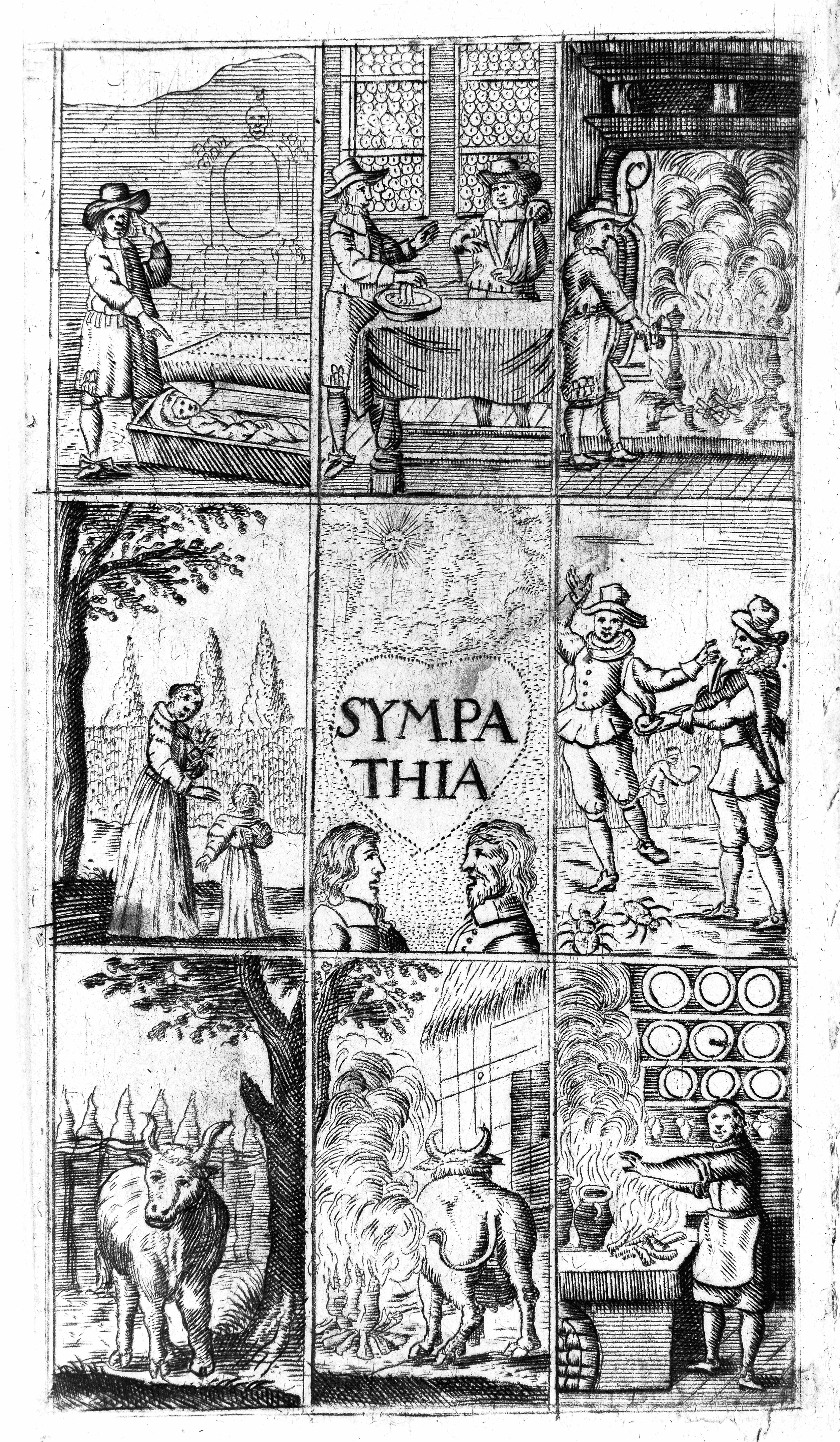
Frontispiece illustration of 'Sympathia'- (Powder of Sympathy) Wellcome

武器軟膏（ぶきなんこう）とは、傷薬の一種であり、また偽医療の一種。通常の軟膏と異なり、薬を傷口ではなく、傷をつけた武器の方に塗る。16世紀から17世紀にかけて西欧の一部でその効能が信じられ、その作用機序について論争となった。当時は、武器軟膏以外の様々な偽医療が横行しており、その中には、治療どころか悪影響を及ぼす危険なものが含まれていた。そのため、武器軟膏は当時としては比較的有効な治療方法であったと考えられている。

## 使い方

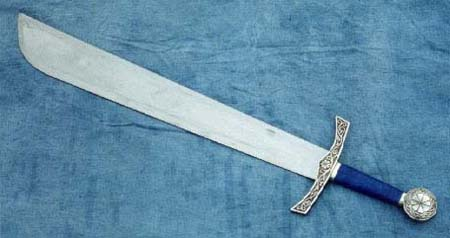
武器で傷つけられた時、武器に武器軟膏を塗ることで、傷は回復するという。

武器軟膏の原料は、傷を受けた人の血液を含む多くの成分、あるいは傷を受けた人の血液そのものである。また粉状の薬もあり、共感の粉と呼ばれる。剣などの武器によって傷つけられたとき、この武器軟膏を傷を与えた武器に塗ることで傷口が治癒する。武器ではなく、傷を受けた人の血液が付着した包帯に塗る場合もある。
武器軟膏の効能は、武器と傷口が離れていてもはたらく。パラケルススによれば、距離が20マイル離れていても効果があるという。
応用的な使い方として、共感の粉を用いた海上での経度の確認方法がある。この案は1687年に発表された。当時は海上で使える正確な時計が存在しなかったため、航海中に現地点での経度を知るのは困難であった。そこで考え出されたのが共感の粉を使った方法である。共感の粉による治療法には痛みが伴い、これを使った瞬間に患者はその痛みで飛び上がるという。そこで航海前にわざと犬を傷つけておいて、その傷口に包帯をあてる。そして、包帯だけを出発地点に残し、犬は航海に連れてゆく。残った人が毎日決まった時間、たとえば正午に共感の粉を包帯にふりかけることにすると、その瞬間に犬は飛び上がるから、海上にいる人は出発地点の時間を知ることができ、そこから現在の経度を求めることができる。

## 理論
武器軟膏が効く理由は、古くから信じられていた、同種のものは引き付け合うという「共感」作用によって説明されていた。
具体的には、以下のとおりである。血の中には精気が宿っている。そして、武器についた血液の精気は、空気によってもとの体の血液と共感している。したがって、武器に軟膏を塗ることによって、この軟膏の成分がもとの体へと伝わり、傷が回復する。

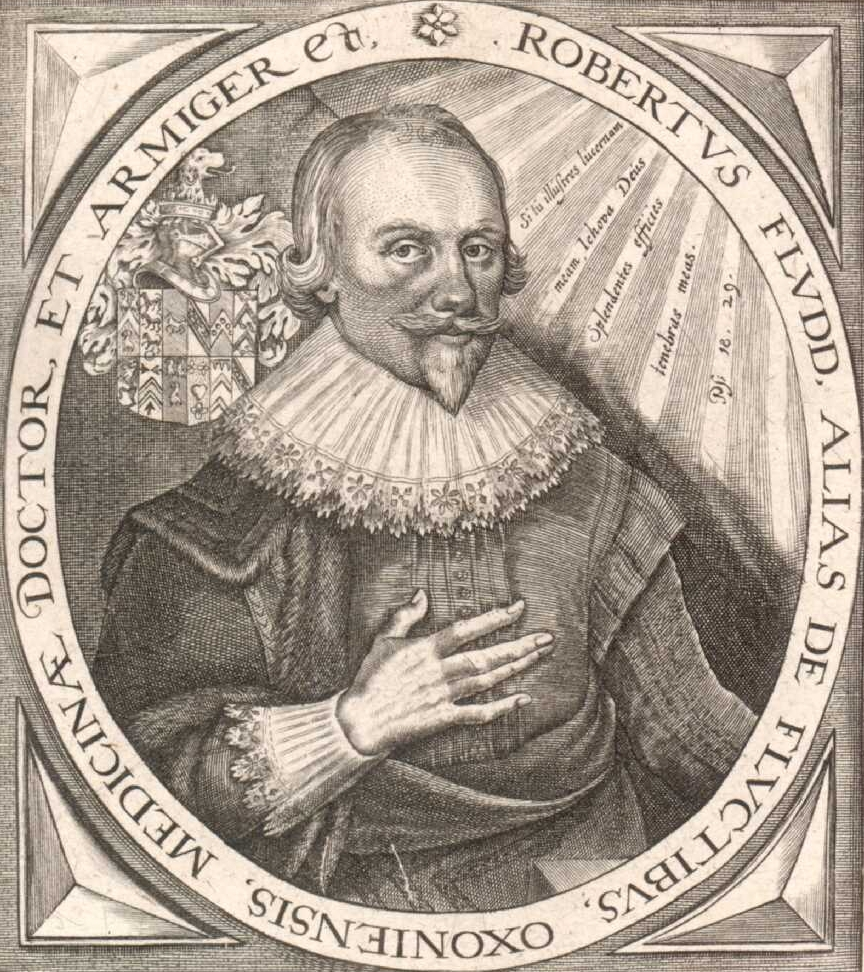
武器軟膏による理論を展開したロバート・フラッド。

たとえばロバート・フラッドは、以下のイタリアの君主の例を挙げて武器軟膏の理論を裏付けようとした。とあるイタリア君主は、戦闘の際、鼻を切り落とされてしまった。医師はこの鼻を元通りにすべく、まず奴隷の腕を傷つけ、傷口に切り落とされた鼻を押し当て、腕と鼻が一体化するまで放置させるよう提言した。奴隷は、報酬と自由の身になれるという条件と引き換えに、これを引き受けた。首尾よく腕と鼻は一体化したので、医師は腕の肉の一部ごと鼻を切り取り、もとの鼻の形に成型してから君主の顔に押し当て、鼻は元通りになった。ところがやがてこの奴隷が亡くなると、その瞬間に君主の鼻は壊死してしまった。そのため再び鼻を切り落とし、今度は君主自身の腕を使って同じ治療を行ったところ、鼻は君主の死までその機能を保った。
この事例は、同じものを持っている2つの身体はたとえ遠くに離れていようとも、互いに影響を与えうることを意味している。同様に、人の傷口と武器に付着した血液の間にも共感作用があるはずであるから、武器軟膏が効くのも何ら不思議なことではないとフラッドは考えた。
このような、離れたものの間にはたらくという武器軟膏の性質は、磁力と共通している。実際、武器軟膏は磁力と深くかかわっており、たとえばダニエル・ゼンネルは、この治療は「軟膏の磁気的引力によってなされる」と述べている。そのため武器軟膏を用いた治療法はしばしば磁気治療と呼ばれた。
フラッドは後年、この考えをさらに発展させた。まずフラッドは、磁力を北性の「極磁気」と南性の「赤道磁気」に分類した。天然磁石にあるものは冷たい極磁気で、一方の赤道磁気は人間の体内などに存在する。そしてさらに、人間の生気にも同じように、冷たい「北性極的性質」と温かい「南性極的性質」があるという考えを適用して、人を傷つけた武器には北性極的性質をもった生気が含まれているとした。一方で武器軟膏は新鮮な血液を原料としているため、南性極的性質をもつ。これを武器にかけることで、武器に含まれる北性の生気は徐々に消えてゆく。それに伴って、傷ついた人も共感作用によって徐々に回復してゆくという考えである。
そしてフラッドは、この治療法をつきつめれば、南性の性質を利用することによって、幾多の病が解消される、すなわち、
と主張した。

## 効果
ケネルム・ディグビーは、共感の粉（現在では硫酸鉄(II)と考えられている）を使って、実際に治療を行った。ジェームス1世らはその効果に感心したという。他にも、実際に武器軟膏によって傷が治ったという事例も報告されている。

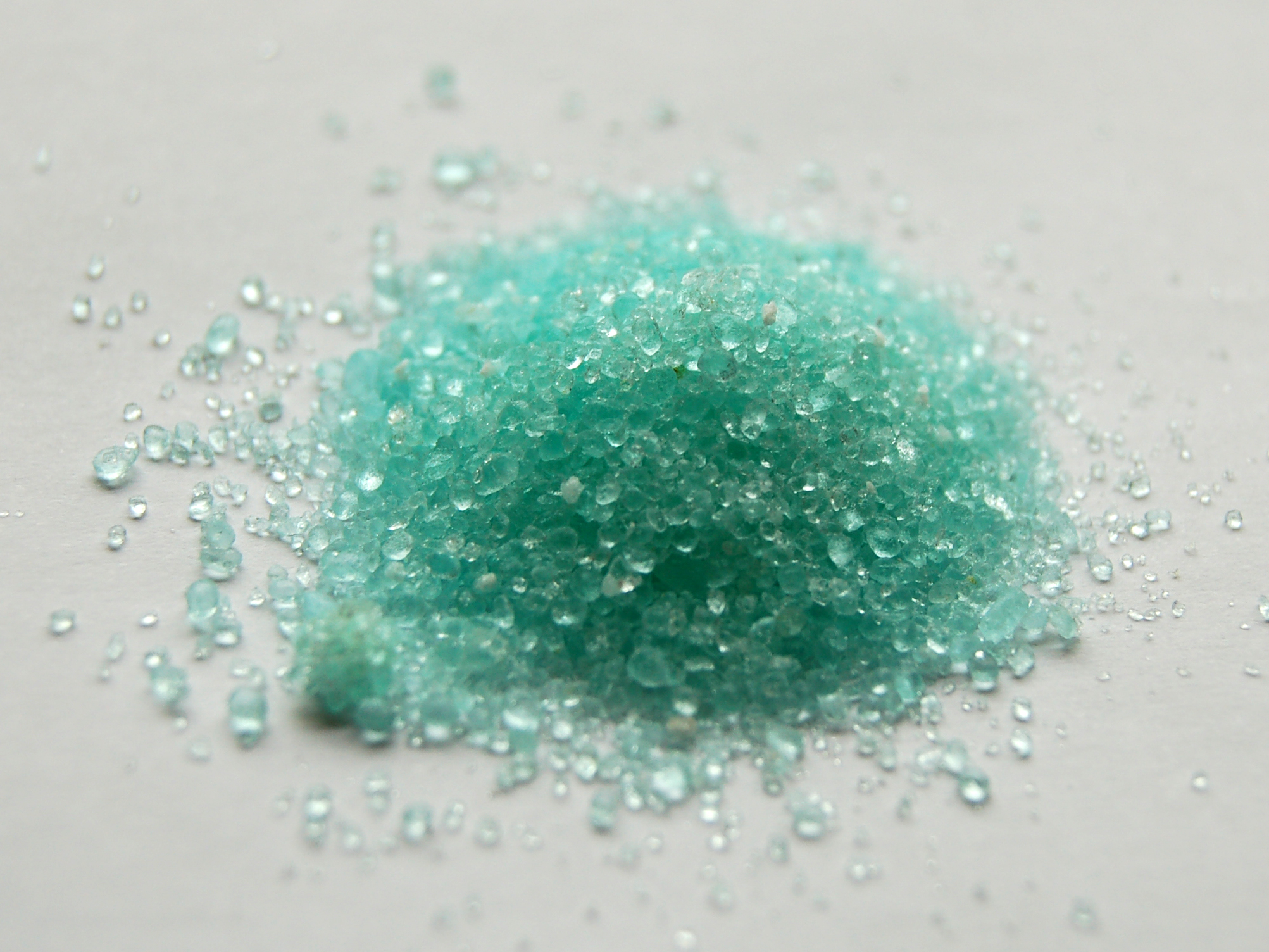
ディグビーが使用していた「共感の粉」の正体（硫酸鉄(II)）

しかしながら現在では、武器軟膏の効果といわれていたものはすべて自然治癒力によるものだと考えられている。つまり、当時は衛生観念に乏しかったため、傷口に不衛生な薬を塗るよりは、武器の方に塗って傷口は洗浄だけにとどめておいた方が傷の治りが早かった場合がある。そのことが、武器軟膏が効いたと勘違いされる要因になったと考えられている。

## 歴史

### 16世紀

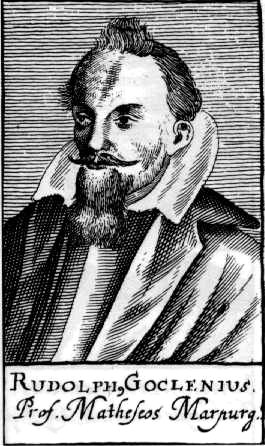
武器軟膏を支持したゴクレニウス

武器軟膏に関する記述は、古くはパラケルススの著書に見られる。そしてその考え方は、パラケルススの弟子の間では認知されていた。
この理論に対しては、早くからアンドレアス・リバヴィウスによる批判があったが、16世紀中は、この理論が注目されることは少なかった。

### ゴクレニウスによる論文とその批判
1608年、ルードルフ・ゲッケル（ゴクレニウス）（en:Rudolph Goclenius the Younger）は武器軟膏の考えに賛同する論文を出版した。そしてこの論文がきっかけで、武器軟膏に関する言及がさかんになった。
ゴクレニウスの考えでは、武器軟膏が効くのは魔術的なものではなく、自然の要因だとするものであった。イエズス会士のジャン・ロベルティはこれに反対し、これは自然ではなく、悪魔が関わっていると述べた。2人の論争は1615年から1622年にかけて7回にわたって続いた。
1621年、ヤン・ファン・ヘルモントはロベルティからこの問題に関して意見を求められた。ヘルモントは、武器軟膏の効能は純粋に自然的なものではないとゴクレニウスを批判し、一方でロベルティのように、これを悪魔的とするのも間違いであると述べた。そして武器軟膏の力は、「善に対しても悪に対しても差別がない魔術的力によって支えられている」と論じた。しかしヘルモントによる武器軟膏の理論は当時のスペイン教会とは合わなかった。そのためヘルモントは異端審問所に告発され、1625年以降、自宅で軟禁状態で過ごすことを強いられた。

### ディグビーによる伝播

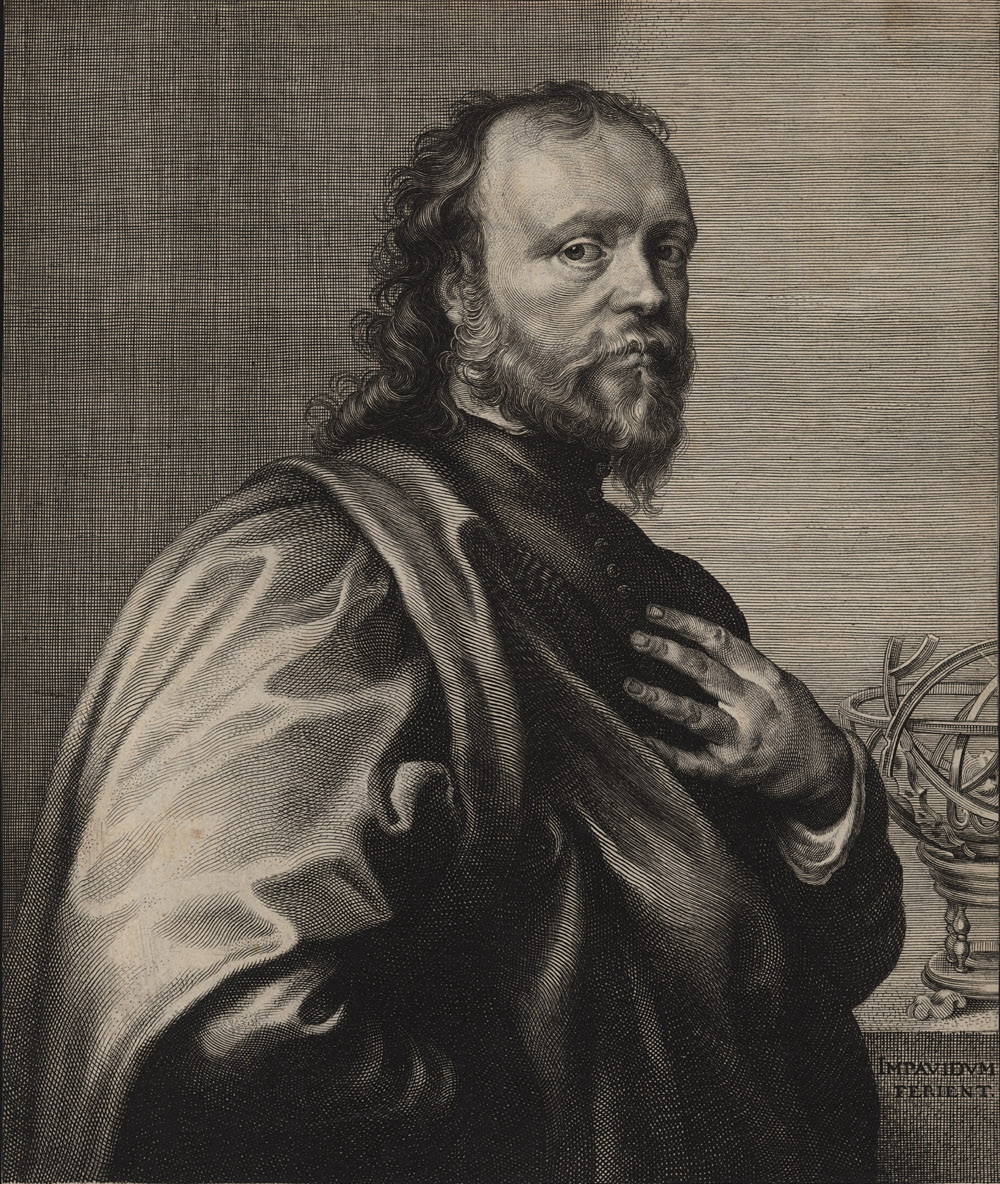
ケネルム・ディグビー。武器軟膏を広めたほか、錬金術の研究も行い、王立学会の会員でもあった。

ケネルム・ディグビーは、1622年、フィレンツェにおいて、カルメル会の修道士に武器軟膏の治療法を教わった。そしてディグビー自身もそれを実践することで武器軟膏を広めていった。本人の証言によれば、英国に初めて武器軟膏の考えを広めたのはディグビーだという。

### フラッドとフォスターの論争
アリストテレス主義者のウィリアム・フォスターは1631年、『ホプロクリスマ・スポングス―すなわち武器軟膏を拭い去るためのスポンジ』と題する論文を発表し、武器軟膏の支持者に対する批判を展開した。フォスターは、離れた場所にある物体に力がはたらくはずはないのであるから、武器軟膏には自然とは異なる力がはたらいていると論じ、そのためこれは悪魔的で危険なものであるとした。フォスターが武器軟膏支持者の中で特に目の敵にしたのが、当時のイングランドで武器軟膏を積極的に薦めていたロバート・フラッドだった。そのためフォスターは、この論文の表題ページをフラッド家の扉に釘で2葉打ちつけさせた。
同年フラッドは、『フラッド博士のフォスター師に対する反論、すなわち武器軟膏を拭い去るために用意された礼拝堂付牧師フォスターのスポンジの絞り上げ』と題する論文を発表し、フォスターへの反論を行った。その中でフラッドは、先述のイタリア君主の鼻の話を述べ、このような遠隔作用が現実に存在するのだから武器軟膏はフォスターの言うような不自然なものではないと主張した。さらにフラッドは、フォスターが外科医の息子で、外科医からの支持が多い点を指摘し、フォスターが武器軟膏を批判するのは、武器軟膏が広がることで自分たちの患者が少なくなることを恐れているからではないかと指摘した。
しかしこの論争において、フラッド理論に対する支持者は少なかった。このフラッドとフォスターの論争に関して、ジェイムス・ハートは、著書『臨床術』で取り上げたうえで、フラッドを批判した。そもそも武器軟膏の製法はその著者によってへだたりがあった。たとえばフラッドの考え方によれば、武器軟膏の成分には血液が必須のはずだが、オスヴァルト・クロリウスの場合は、血液に関しては完全に無視されていた。そしてハートが何より問題な点としたのが、フォスターも触れた遠隔力の問題であった。確かに磁力も離れた物体に力を及ぼしているかに見えるが、ハートは、磁石からは何らかの物質が流れ出ていてその物質が他の物体と接触して力を与えていると考えた。そのため磁力は短い距離でしかはたらかない。よって磁力と武器軟膏とは異なると論じた。また、ダーニエル・ゼンネルトも武器軟膏に関する見解を発表し、この論争におけるフォスターの言葉づかいは乱暴すぎるとしながらも、理論としては、やはり磁力と武器軟膏は異なると考え、武器軟膏は黒魔術の雰囲気を持っているとした。

### 機械論と武器軟膏
このように、フォスターやハートなどのアリストテレス主義者は、武器軟膏を、離れた物体の間に力ははたらかないという観点から批判した。そしてそれは、当時新しい学問であった機械論の論者も同じであった。機械論の考えでも、物体が他の物体に力を及ぼすのは互いが接触しているときに限られるのであって、武器軟膏はその考えに反していた。この機械論が広がるにつれ、武器軟膏の考えは時代遅れとなり消滅していった。武器軟膏の理論は、機械論が広がる以前の人々自然観や、もののとらえ方の前提となることがらなどが現れている1つの資料として見ることができる。
その後アイザック・ニュートンは、2つの物体の間には引力がはたらくという万有引力の法則を発表した。しかしながらこれは武器軟膏と同じような「離れた物の間ではたらく力」であったため、多くの機械論者は武器軟膏と同じように、ニュートンの理論も否定した。近代科学の誕生は、ニュートンが、かつて否定された「遠隔作用」を理論に組み込むことによって形成されたとする主張もある。

## 関連書籍
- ウンベルト・エーコ『前日島』藤村昌昭、文藝春秋、1999年。ISBN 4163185003。